# Durancja (żona Ottona III Detleba)
Durancja (zm. 13 grudnia po 1160) – księżniczka ruska i księżna morawska.
Po śmierci ojca Ottona II Czarnego w 1126 jego syn Otto III Detleb został wysłany na Ruś. Tam prawdopodobnie ożenił się z Durancją. Na jej ruskie pochodzenie wskazują imiona dzieci: Włodzimierz i Eufemia. Także imię jej domniemanej wnuczki Eufrozyny, córki Ludmiły i Mieszka Plątonogiego, ma ruskie pochodzenie. Rodzicami Durancji byli prawdopodobnie książę kijowski Mścisław I Harald i jego druga żona nieznana z imienia córka posadnika nowogrodzkiego Dymitra Zawidowicza.
Ze związku Ottona III Detleba i Durancji pochodziło co najmniej sześcioro dzieci:
- Swatawa (zm. przed 1160 r.)
- Włodzimierz (ur. 1145, zm. 10 grudnia przed 1200 r.)
- Brzetysław (zm. przed 1201 r.)
- Eufemia (zm. po 12 maja 1160 r.)
- Jadwiga (zm. 16 stycznia po 1160 r.
- Maria (zm. po 12 maja 1160 r.)

Córką tej pary była zapewne również Ludmiła, żona księcia Mieszka Plątonogiego,